# General Pacheco
General Pacheco, también conocida como Pacheco a secas, es una ciudad argentina ubicada al nordeste del Gran Buenos Aires, del partido de Tigre, provincia de Buenos Aires. Limita con las localidades de Troncos del Talar, Don Torcuato, El Talar, Ricardo Rojas, Benavídez, Nordelta. Se fundó el 22 de abril de 1876.

## Geografía

### Ubicación
Perteneciente al partido de Tigre, su ubicación geográfica dentro del partido ha hecho que su importancia dentro del mismo sea vital. Posee una importante zona comercial con bastos establecimientos de diferentes rubros sobre la Avenida Hipólito Yrigoyen (Ex Ruta 197).

### Barrios
- Altos de Pacheco (Barrio cerrado): Está comprendido entre Avenida Juan Domingo Perón, barrio El Encuentro y límite con la localidad de Benavídez.
- Altos del Talar: Está comprendido entre Avenida Constituyentes, arroyo Las Tunas, Ferrocarril General Bartolomé Mitre (ramal Victoria a Capilla del Señor), y calle Bolívar.
- Barranca los Talas "El Ombú": Está comprendido entre Ferrocarril General Bartolomé Mitre (ramal Villa Ballester a Zárate), calle Antártida Argentina, calle Juan Pedro Echeverría, calle Jujuy, calle Presidente Derqui y límite con barrio Talar del Lago I.
- Barrancas San José (Barrio cerrado): Está comprendido entre calle Juan Pedro Echeverría, pasaje San Cayetano, calle Francesita y límite con barrio Talar del lago I.
- Barrancas de Santa María (Barrio cerrado): Está comprendido entre Avenida Constituyentes, Frigorífico Rioplatense S.A.I.C.I.F, Reserva Ecológica, Ferrocarril General Bartolomé Mitre (ramal Villa Ballester a Zárate) y límite con barrio Enrique Delfino.
- El Casco: Está comprendido entre Avenida Hipólito Yrigoyen, Avenida Boulogne Sur Mer, calle Vélez Sársfield y límite con barrio Estancia.
- El Encuentro (Barrio cerrado): Está comprendido entre Avenida Juan Domingo Perón, calle San Isidro, Ferrocarril General Bartolomé Mitre (ramal Villa Ballester a Zárate), límite con la localidad de Benavídez y barrio Altos de Pacheco.
- El Talar de Pacheco "Estancia" (Barrio cerrado): Está comprendido entre Avenida Hipólito Yrigoyen, Ferrocarril General Bartolomé Mitre (ramal Villa Ballester a Zárate), límite con barrio General Pacheco Golf y límite con barrio El Casco.
- El Zorzal: Está comprendido entre Avenida Constituyentes, calle Bolívar, Ferrocarril General Bartolomé Mitre (ramal Victoria a Capilla del Señor), y calle Patagonia.
- Enrique Delfino: Está comprendido entre Avenida Constituyentes, calle Palermo, calle Francesita y límite con barrio Barrancas de Santa María.
- Ferrini: Está comprendido entre Avenida Constituyentes, calle Juan Pedro Echeverría, pasaje San Cayetano, calle Francesita y calle Palermo.
- General Pacheco Alto: Está comprendido entre Avenida Constituyentes, Avenida Henry Ford, Ferrocarril General Bartolomé Mitre (ramal Victoria a Capilla del Señor) y arroyo Las Tunas.
- General Pacheco Norte (Centro): Está comprendido entre Avenida Hipólito Yrigoyen, Avenida Constituyentes, calle Antártida Argentina y calle General Artigas.
- General Pacheco Golf (Barrio cerrado): Está comprendido entre Avenida Boulogne Sur Mer, calle Vélez Sársfield, límite con barrio Estancia, Ferrocarril General Bartolomé Mitre (ramal Villa Ballester a Zárate) y Ferrocarril General Bartolomé Mitre (ramal Victoria a Capilla del Señor).
- General Pacheco Sur: Está comprendido entre Avenida Hipólito Yrigoyen, Avenida Boulogne Sur Mer y Ferrocarril General Bartolomé Mitre (ramal Victoria a Capilla del Señor)
- General San Martín: Está comprendido entre Avenida Hipólito Yrigoyen, Avenida Constituyentes, calle Patagonia y Ferrocarril General Bartolomé Mitre (ramal Victoria a Capilla del Señor).
- La Comarca (Barrio cerrado) : Está comprendido entre Ferrocarril General Bartolomé Mitre, calle Riobamba, calle Callao, calle Colorado de las Conchas y arroyo Las Tunas.
- Las Tunas: Está comprendido entre Avenida Constituyentes, calle Santiago Derqui, calle Colorado de las Conchas, calle Callao, calle Riobamba, calle Artigas y calle San Isidro.
- Talar Chico (Barrio cerrado): Está comprendido entre Avenida Boulogne Sur Mer, calle D. Aguado, calle San Martín de Tours y Ferrocarril General Bartolomé Mitre (ramal Victoria a Capilla del Señor).
- Talar del Lago I (Barrio cerrado): Está comprendido entre Ferrocarril General Bartolomé Mitre, límite con barrio Talar del Lago II, límite con barrio Barrancas San José y límite con barrio El Ombú.
- Talar del Lago II (Barrio cerrado): Está comprendido entre Ferrocarril General Bartolomé Mitre, arroyo Las Tunas, Reserva Ecológica, límite con barrio Barrancas de Santa María y límite con barrio Talar del Lago I.
- Zona industrial: Está comprendida entre Avenida Henry Ford, Avenida Constituyentes, calle Gelly y Obes, calle Ecuador, calle Gascón, calle O'Higgins, Autopista Ramal Escobar (Ruta 9), nuevamente Avenida Henry Ford, Eva Curie, Paul Groussac y Ferrocarril General Bartolomé Mitre (ramal Victoria a Capilla del Señor).

### Cruce de General Pacheco
Está ubicado en el corazón de la ciudad, sobre Avenida Hipólito Yrigoyen esquina Avenida Constituyentes. Esta esquina es el lugar elegido por el pachequense para manifestarse. Por ejemplo, es el lugar de festejos de los grandes logros de Selección Argentina de fútbol.

### Plazas públicas destacadas

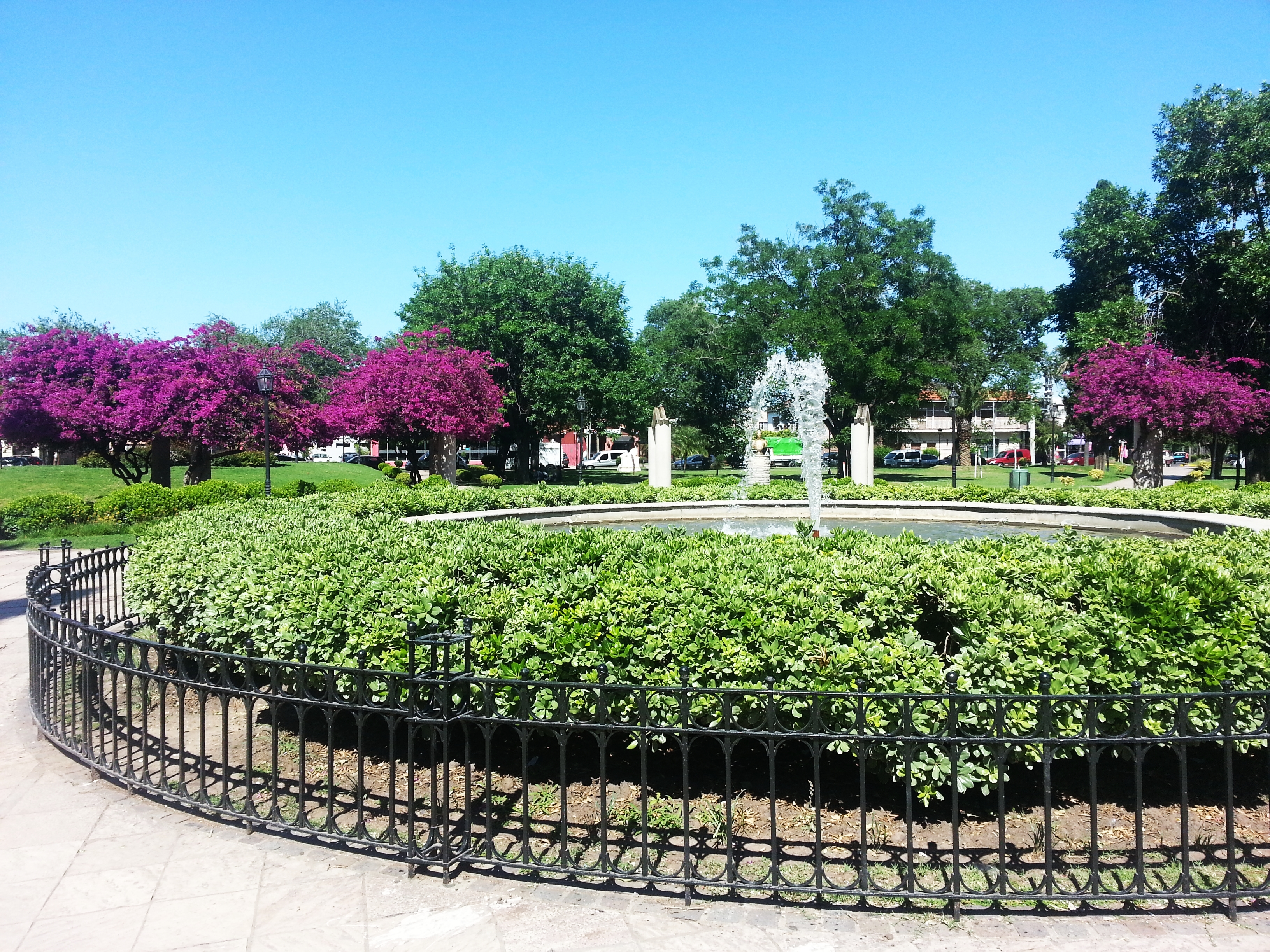
Plaza General Ángel Pacheco, en la ciudad de General Pacheco, partido de Tigre, provincia de Buenos Aires. En el paisaje destaca Bougainvillea spectabilis, que con sus brácteas de color rojo púrpura se diferencia del follaje de otras especies.

- Plaza General Ángel Pacheco (En el barrio General Pacheco Norte - Calles: Santiago del Estero, Entre Ríos, Salta y Córdoba).
- Plaza General Don José de San Martín (En el barrio General San Martín - Calles: Comodoro Rivadavia y Santiago de Chile).
- Plaza Crisólogo Larralde (En el barrio El Zorzal - Calles: Montevideo, General Espejo, Lima y Viamonte).
- Plaza Eva Perón (En el barrio General Pacheco Norte - Calles: José Manuel Estrada, Antártida Argentina, y Corrientes).
- Plaza Raúl Alfonsín (En el barrio El Zorzal - Calles: O'Higgins y Patagonia).

### Población
Según el último censo, contaba con 43 287 habitantes (Indec, 2001), siendo la segunda localidad más poblada del partido.

### Rutas, avenidas, y arterias importantes
- Autopista Ramal Escobar (Ruta 9)
- Avenida Hipólito Yrigoyen (ex Ruta 197)
- Avenida Constituyentes - Avenida Juan Domingo Perón (ex Ruta 9 Norte)
- Avenida Boulogne Sur Mer (ex Ruta 9 Sur)
- Avenida Henry Ford
- Aguado
- Blas Parera
- Bogotá
- José María Paz
- Jujuy
- Patagonia (incluye el Túnel José Alfredo Di Mateo)
- Río Negro
- Santiago del Estero

## Educación
Esta ciudad cuenta con la Facultad Regional General Pacheco de la UTN, también se destaca el Instituto Superior de Formación Docente Técnica Número 140 y además cuenta también con una biblioteca popular llamada "Biblioteca Popular Juan José Castelli" y el Museo Histórico General Pacheco.
Escuelas primarias públicas:
- Escuela N.º 7 Baldomero Fernández Moreno, en el barrio Enrique Delfino.
- Escuela N.º 14 Jorge Newbery, en el barrio El Casco.
- Escuela N.º 20 Ricardo Gutiérrez, en el barrio General Pacheco Norte.
- Escuela N.º 36 José Hernández, en el barrio El Zorzal.
- Escuela N.º 43 Héroes de Malvinas, en el barrio El Ombú.
- Escuela N.º 50 Rafael Obligado, en el barrio El Zorzal.

Escuelas secundarias públicas:
- E.E.S N° 2 Juan Manuel de Rosas, en el barrio General Pacheco Norte.
- E.E.S N° 8, en General Pacheco.
- E.E.S N° 15, en el barrio General Pacheco Norte.
- E.E.S N° 22, en el barrio Las Tunas.
- E.E.S N° 26, en el barrio El Zorzal.
- E.E.S N° 28, en el barrio El Zorzal.
- E.E.S N° 33, en el barrio Enrique Delfino.
- E.E.S N° 46, en el barrio Barranca los Talas.

Escuelas privadas:
- Colegio Antonio Berni, en el barrio General Pacheco Norte.
- Colegio Expedicionarios Al Desierto, en el barrio El Casco.
- Colegio Mariano Moreno, Educación Primaria en el barrio General San Martín, y Educación Secundaria en el barrio General Pacheco Sur.
- Colegio San Jorge, en el barrio Las Tunas.
- Colegio Santa Julia, en el barrio Altos del Talar.
- Colegio Xul Solar, en el barrio General Pacheco Norte.
- Escuela Secundaria Técnica Henry Ford, dentro del predio de Ford Motors Argentina S.C.A.
- Instituto Del Sol, en el barrio General Pacheco Alto.
- Instituto San Antonio, en el barrio Las Tunas.
- Instituto Santa Ana, en el barrio General San Martín.

## Deportes
- Club Pacheco, fundado en 1940 y cuenta con varias actividades deportivas como fútbol, tenis, artes marciales, entre otras.[1]
- Club El Zorzal
- Tigres de Pacheco, equipo de fútbol en silla de ruedas motorizada, bicampeón de Copa Libertadores que entrena en la UTN.[2]
- Club Pacheco Sur
- Club El Chasqui, que además de canchas de fútbol, tenis y pádel, posee un gimnasio y un restaurante abierto para la comunidad.
- Pacheco Golf Club, campo de golf más grande de la ciudad que cuenta con 18 hoyos y más de 6000 yardas de recorrido.[3]
- Polideportivo El Zorzal
- Polideportivo General Pacheco
- Asociación Atlética Talar (A.A.T.)
- Taurita F.C.

## Ferrocarril

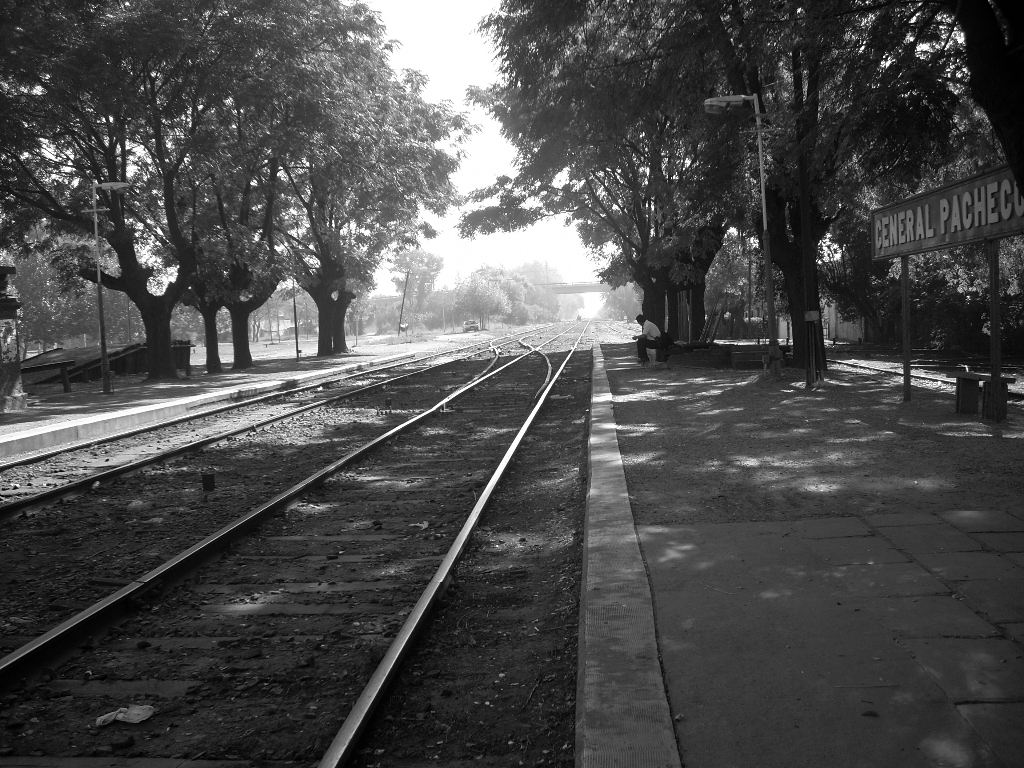
Estación de trenes General Pacheco.

- Estación General Pacheco

## Colectivos
- Línea 15

Une General Pacheco con:
• El Talar
• Unicenter
• Barrancas de Belgrano
• Plaza Italia
• Parque Centenario
• Pompeya
- Línea 60

Une General Pacheco con:
• Escobar
• Benavídez
• Unicenter
• Puente Saavedra
• Cabildo y Congreso
• Barrancas de Belgrano
- Línea 87

Une General Pacheco con:
• Fábrica Ford
• Solei Factory
• Boulogne
• Villa Ballester
• San Martín
• Chacarita
- Línea 203

Une General Pacheco con:
• Pilar
• Del Viso
• Maquinista Savio
• Carupá
• San Isidro
• Puente Saavedra
- Línea 204A

Une General Pacheco con:
• Garín
• Escobar
• Fábrica Ford
• Solei Factory
• Villa Ballester
• San Martín
- Línea 204B

Une General Pacheco con:
• Escobar
• Garín
• Benavídez
• José C. Paz
• El Talar
• Carupá
- Línea 365

Une General Pacheco con:
• Luján
• San Miguel
• Jose C. Paz
• El Talar
• Carupá
• Puente Saavedra
- Línea 720

Une General Pacheco con:
• El Talar
• Tigre
• Fábrica Ford
• Los Troncos
• Carupá
• Benavídez
- Línea 721

Une General Pacheco con:
• El Talar
• Ricardo Rojas
• Los Troncos
• Carupá
• Puerto de Frutos
- Línea 722

Une General Pacheco con:
• El Talar
• Carupá
• Tigre
• Benavídez
• Villanueva
• Don Torcuato
- Línea 723

Une General Pacheco con:
• El Talar
• Los Dados
• Cruce crítica
• Bancalari
• Nordelta
• Don Torcuato

## Historia de la ciudad
Aproximadamente en 1820, aparece el Ángel Pacheco, coronel del ejército, comprando y solicitando al Estado, en cesión o arriendo, tierras en la zona. Así va armando un establecimiento rural, que en 1860, tenía una extensión de 6.600 hs. aproximadamente. Se extendía, a grandes rasgos, desde la cañada de Escobar al Norte y el Río Reconquista al Sur, siendo su límite Este los bañados de troncos del Talar, Rincón de Milberg, Benavídez y Maschwitz, al oeste llegaba a lo que hoy es Campo de Mayo y San Miguel.
En 1849, manda Don Ángel Pacheco a construir una vivienda campestre, de un estilo rural, utilizado en aquella época. La utilizaba para sus temporadas en el campo, la vivienda permanente de la familia estaba en Capital Federal, en la calle San Martín estimativamente a mitad de cuadra entre el 100 y el 200 y sus espaldas daban a la calle Florida y enfrente está hoy en día la sede central del Banco de la Provincia de Buenos Aires. Fue la primera casa de fuste en la zona rural, ya que había otras pequeñas construcciones y rancheros de gente arrendataria o que trabajaba la tierra.
En 1869 fallece el por entonces General Don Ángel Pacheco, pasando sus propiedades en sucesión la que se concluye varios años después, dividiéndose sus propiedades. Su hijo mayor, José Felipe es el que hereda el casco de la estancia y sus alrededores, por lo cual es el nuevo propietario de donde está establecido nuestro pueblo y sus alrededores. También heredó parte de la casa familiar en Buenos Aires, a pesar de ello decide con su esposa Agustina Anchorena irse a vivir al campo, por lo cual mandan a construir una residencia de estilo moderno francés, en la parte más alta de la lomada, y es lo que denominamos los lugareños como “El Castillo”. Creemos que con esta edificación termina una etapa, la descrita anteriormente como de antecedentes y que a partir de allí, el 22 de abril de 1876, comienzan a sucederse acontecimientos que nos llevarán a la formación de nuestro pueblo, hoy ciudad de General Pacheco.
Con la habilitación de su vivienda y dividido su campo en lotes para darle una explotación comercial, llegan peones, puesteros, operarios, etc. es decir todo el personal necesario para atender la vivienda y el embellecimiento rural.
Los centros poblados más importantes y cercanos eran San Fernando, San Miguel y Las Conchas; en época de lluvias la zona quedaba aislada, es por ello que Don José en 1886, hace construir una capilla la que advoca a la Pura y Limpia Concepción de María y a su lado, la casa vivienda del sacerdote y también, usando el mismo edificio, la primera escuela rural.
En 1892 se producen en el país las primeras maniobras militares del ejército. Se desarrollan en su faz final en el establecimiento “El Talar”, es decir en el lugar que estamos hablando. Días previos al simulacro de la batalla final, que se produciría en la zonda donde está hoy la ciudad del Talar, el cuartel central que funcionaba en la vivienda sacerdotal recibió la visita de la cúpula militar encabezada por el General Lavalle y la política encabezada por el presidente de la Nación Carlos Pellegrini.
A la muerte de José, hereda la propiedad su hijo José Agustín, este introduce algunas reformas y novedades ya que tenía un carácter emprendedor, es así que hace construir unas hermosas caballerizas de estilo Normando (Norte de Francia) y también una pequeña construcción con forma de castillo, denominado“El Castillito", sería su atelier artístico, era aficionado a la escultura. Además, participa activamente de la actividad cultural del país, así colaboró con el nuevo edificio del Teatro Colón, fue uno de los primeros directivos del Automóvil Club Argentino y como tal se desarrolló en El Talar la prueba de velocidad de los mil metros y también fue paso de uno de los primeros grandes premios de automovilismo, con sede de una de las etapas. También se reciben artistas como Puccini y los invitados al teatro al aire libre donde actuaban y además se hacían funciones y espectáculos a beneficencia.
En 1921 fallece Agustín, lo sucede su hijo José Carlos, él le da al lugar también un aire desarrollista ya que hace algunas reformas modernizante y le imprime un carácter más deportista, arma el Talar Polo Club y también un club náutico en la zona de Carupá. En su gestión se produce el primer loteo de la zona de Chacras en lo que es hoy la Panamericana y al año siguiente el fraccionamiento de lo que sería el pueblo de General Pacheco, en el cuadrado limitado por la Ruta 197, las vías del ferrocarril, la calle Antártida Argentina y la Ruta 9 (hoy Avenida de los Constituyentes). A partir de ese año, 1927, comienza un desarrollo lento pero sostenido del lugar, los primeros habitantes serán chacareros, tamberos, pequeños productores rurales y especialmente floricultores, todos atraídos por la bondad de la tierra y la placidez del lugar.
Con esto damos por terminado la historia dependiente de la estancia, abriéndose el periodo en el cual el pueblo se desarrolla en función del tesón esfuerzo y visión de sus habitantes.
Hasta 1960, se produce ese desarrollo lento pero constante de una zona rural, con calles de tierra, mal iluminadas, difícil acceso de los medios de transporte y todos los inconvenientes que crea un lugar alejado de los centros poblados, pero con las bondades del clima, la fiabilidad de los lugareños y esa tranquila vida rural la hacen envidiable para el que le gusta un pasar tranquilo cerca de la Capital Federal.
A partir de ese año, con la creación del Polo Industrial de la Zona Oeste, es decir en la zona donde está Ford, Alba, Wobron, etc. muchos empleados eligen nuestro pueblo como lugar de vivienda incrementando rápidamente el índice poblacional y por consecuencia las primeras ONG, como Rotary, el Club de Leones, el primer hospitalito, la biblioteca y otros.
El pueblo comienza a edificarse con aire de ciudad y su desarrollo es normal, llegando en la década de 1970 a la categoría de ciudad.
En 1976 fallece José Carlos Pacheco Alvear, pero ya no constituye un hecho trascendental, el pueblo-ciudad ya tiene identidad propia y la estancia es un hito histórico fundamental de la región. Lo sucede su hijo José Aquiles, el que arrastra un problema de deficiencia física (semi parálisis de sus miembros inferiores) lo que también afecta su carácter y personalidad lo cual con algunos hipotéticos problemas económicos lo llevan a suicidarse en 1981. Como no tenía descendencia, con el que se extingue la rama de familia perteneciente al origen de nuestra ciudad.
Los medios de comunicación siempre fueron difíciles, los antiguos caminos de tierra tardaron mucho en asfaltarse. En la década de 1930 y debido al establecimiento de Aeroposta Argentina, se asfaltan la Ruta 197, Avenida San Martín y el tramo de la vieja Ruta 9 entre crítica y el cruce y de allí hasta la entrada de la Aeroposta. Varios años después se completa el tramo de la misma hasta Carupá. Lo de las calles interiores fue más lento aún, dependiendo muchas veces de la colaboración de los vecinos.
A principios de 1900, la estancia tenía servicio telefónico con la capital, el que de urgencias era usado por algún poblador. En 1972, con motivo de un lamentable accidente ferroviario, el único teléfono público estaba en la comisaría. En esa misma década los vecinos constituyen una Cooperativa, la que consigue la instalación de una red telefónica moderna y al alcance de los pobladores.
Debido a las bondades del lugar tuvimos dos aeródromos, uno muy importante, el célebremente llamado de la Aeroposta en la zona del hoy llamado Barrio Almirante Brown y el otro “Los Talas” privado, de un antiguo vecino, Don Virgilio Velásquez, ubicado en lo que era la barranca de los talas y que ocupaba parte de lo que es hoy el barrio privado San José y el Talar del Lago I.
La Ruta 9 fue la salida normal a Capital Federal y el interior y su intersección con la Ruta 197 fue el origen del desarrollo de la ciudad. A partir de la venta de lo que quedaba del casco de la estancia (65 horas) se organiza uno de los primeros Country Club de la zona, lo que trajo aparejado que apreciando las bondades del lugar pronto se multiplicaran los mismos trayendo un nuevo desarrollo para nuestro querido General Pacheco.

## Museo de General Pacheco
La Asociación Histórica y Cultural General Pacheco, nace a partir de la inquietud de un grupo de vecinos de General Pacheco, que veían la necesidad de rescatar y preservar el rico acervo histórico y cultural del pueblo, a través de la construcción de un archivo documental y la realización de eventos culturales.
Comienza sus actividades el 3 de junio de 1989 bajo la denominación “Sociedad Histórico Cultural y Museo de General Pacheco” y cinco año más tarde, en 1994, fue inscripta formalmente con el nombre actual y obtuvo el predio donde actualmente funciona el Museo Histórico de General Pacheco.
Es importante destacar que este espacio se logra a partir del trabajo de la propia comunidad, que piensa el desarrollo del Museo y lo pone al servicio de sus propios vecinos. De esta manera, se reconoce como un espacio de autogestión y construcción colectiva, un espacio comunitario que integra el pasado con el presente, pero también se vincula entre vecinos que brindan herramientas participativas, para proyectar un futuro con mejor calidad de vida.

## Industria
Se encuentran varias plantas automotrices, entre ellas:
- Autolatina (1987-1995)
- Ford
- Volkswagen
- Frigorífico Rioplatense
- Papelera Endeco
- Papelera Tucumán
- Papelera Santa Ángela

También entre las fábricas se destaca la que actualmente pertenece a Mondelēz International, que anteriormente era propiedad de la galletitera Terrabusi.
Además el Grupo Techint tiene una planta industrial que es delegación de las empresas Tesur, Tesum e Impripost y Scania Argentina posee su sede Administrativa.

## Parroquias de la Iglesia católica en General Pacheco
| Diócesis       | San Isidro          |
| -------------- | ------------------- |
| Parroquia      | Purísima Concepción |
| Cuasiparroquia | San Juan Diego      |

## Medios de comunicación locales
Hay muchos medios de información que cubren el distrito y sus barrios, entre ellos:
- Canal 5 de Tigre: www.cincotv.com.ar
- Para Todos: www.periodicoparatodos.com.ar
- Infoban: www.infoban.com.ar
- El Comercio On Line: www.elcomercioonline.com.ar.